# Adelinda
Adelinda – imię żeńskie pochodzenia germańskiego. Składa się z członów adal – "szlachetny ród" (por. Adalgunda, Adalbert, Adelajda) i lind – "miękka, łagodna" (por. Rozalinda). W Kościele katolickim patronką tego imienia jest Adelinda z Buchau.
Adelinda imieniny obchodzi 28 sierpnia.